# Parafia Nawiedzenia Najświętszej Maryi Panny i św. Łukasza w Surhowie
Parafia Nawiedzenia Najświętszej Maryi Panny i św. Łukasza w Surhowie – parafia rzymskokatolicka, znajdująca się w archidiecezji lubelskiej, w dekanacie Krasnystaw – Wschód.

## Zasięg parafii
Do parafii należą wierni z następujących miejscowości: Anielpol, Brzeziny, Czajki, Franciszków, Łukaszówka, Majdan Surhowski, Pniaki, Surhów-Kolonia, Surhów.

## Proboszczowie
- ks. kan. Edward Jan Łatka (? – 2020) przeszedł na emeryturę[2]
- ks. Tomasz Dumański (2020– )[3]